# Ælle (roi de Northumbrie)
Pour les articles homonymes, voir Aella.
Ælle ou Ælla est roi de Northumbrie de 862 ou 866 jusqu'à sa mort, en 867, en compétition avec Osberht.

## Biographie
Les origines d'Ælle sont incertaines. La Chronique anglo-saxonne affirme qu'il n'appartient à aucune lignée royale, mais la chronique northumbrienne Historia de sancto Cuthberto le décrit comme le frère d'Osberht, son rival pour le trône. De la même manière, la date à laquelle il s'empare du pouvoir n'est pas établie. Le chroniqueur du XIIe siècle Siméon de Durham indique qu'il trouve la mort durant sa cinquième année de règne, ce qui implique qu'il devient roi en 862, mais la numismatique suggère que ce n'est qu'en 866 qu'il chasse Osberht du trône.
C'est également en 866 que les Danois de la Grande Armée envahissent la Northumbrie. Ils s'emparent de la ville d'York le 1er novembre. Ælle et Osberht s'unissent pour les affronter, mais ils sont vaincus et tués devant York le 21 mars 867. Un certain Ecgberht devient roi, sous la domination danoise, mais dès 876, York devient la capitale d'un nouveau royaume scandinave.
Selon les sagas norroises, et particulièrement le Dit des fils de Ragnarr (Ragnarssona þáttr), Ælle aurait fait mettre à mort le chef scandinave Ragnar Lodbrok, jeté dans une fosse à serpents. L'attaque de 866 aurait alors été conduite par les fils de Ragnar Halfdan et Ivar pour venger leur père. Vaincu, Ælle aurait été mis à mort en subissant le supplice de l’aigle de sang. Néanmoins, l’historicité de cette version des faits est mise en doute par les historiens,. Le film américain Les Vikings (1958) s'inspire en partie de cette histoire, ainsi que la série télévisée canado-irlandaise Vikings, retraçant la saga de Ragnar Lodbrok.